# Mitchell (Dacota do Sul)
Mitchell é uma cidade localizada no estado norte-americano de Dakota do Sul, no Condado de Davison.

## Demografia
Segundo o censo norte-americano de 2000, a sua população era de 14.558 habitantes.
Em 2006, foi estimada uma população de 14.857, um aumento de 299 (2.1%).

## Geografia
De acordo com o United States Census Bureau tem uma área de
28,2 km², dos quais 25,6 km² cobertos por terra e 2,6 km² cobertos por água. Mitchell localiza-se a aproximadamente 402 m acima do nível do mar.

## Localidades na vizinhança
O diagrama seguinte representa as localidades num raio de 24 km ao redor de Mitchell.